# Athysanella nigrofascia
Athysanella nigrofascia är en insektsart som beskrevs av Delong och Davidson 1934. Athysanella nigrofascia ingår i släktet Athysanella och familjen dvärgstritar. Inga underarter finns listade i Catalogue of Life.